# Deák Farkas
Köpeci Deák Farkas (Marosvásárhely, 1832. április 4. – Marosvásárhely, 1888. június 4.) igazságügyminiszteri osztálytanácsos, a Magyar Tudományos Akadémia rendes tagja, a vaskoronarend tulajdonosa.

## Élete
Deák Farkas abban az utcában született Marosvásárhelyen, melyet róla neveztek el 1911-ben (korábban Fogház utca), Deák Ferenc ügyvéd és Miske Anna fia volt. Apja az 1830-as években, amíg Dósa  Elek külföldi tanulmányúton volt, helyette tanította a jogot a református kollégiumban. Iskoláit szülővárosában, a református kollégiumban járta, közben 1849-ben gróf Toldalagi Mihály őrnagy mellett  ő is részt vett a szabadságharcban (gyenge testalkata miatt csak néhány hónapig). 
1850–1852-ben ismét a marosvásárhelyi kollégium növendéke volt; ekkor azonban mint rajongó ifjú belesodródott a Török-Gálffy-féle összeesküvésbe, aminek eredménye öt évi fogság lett; ebből két évet Nagyszebenben és hármat Josefstadtban (ma a csehországi Jaroměř város része) töltött, de raboskodott Gyulafehérváron is. 1857-ben  Erzsébet magyar királynő közbenjárásának  köszönhetően  kegyelem útján szabadult ki fogságából, ahol rendszeres tanulmányokat folytatott magas műveltségű társaival, és nyelveket tanult . 1857-től 1861-ig vidéken és Kolozsvárt tanítással, neveléssel és önképzéssel foglalkozott; megtanulta a francia és angol nyelvet és a latinban is tökéletesítette magát.
1862-ben Pestre költözött, ahol elvégezte a jogot és az irodalommal is állandóan foglalkozott. 1867-ben megírta Fogságom  története című művét, és igazságügyminiszteri fogalmazónak választották, 1870-ben titkár lett és 1881-ben osztálytanácsosi címet nyert. 1886-ban a III. osztályú vaskoronarenddel kitüntetve nyugdíjazták. Tevékeny részt vett a magyar történelmi társulat alapításában, melynek 21 évig egyik legbuzgóbb igazgató választmányi tagja és sok éven át jegyzője volt. A székely művelődési egyesületnek szervező választmányi tagja, utóbb alelnöke lett.
A Magyar Tudományos Akadémia 1876. június 8-án levelező és 1885. május 28-án rendes taggá választotta, és az akadémia több bizottságának munkás tagja volt; részt vett a régészeti, valamint a magyar heraldikai és genealógiai társulatok alapításában is, melyeknek szintén választmányi tagja volt. 1870–1873-ig mint a drámabíráló bizottság tagja a Nemzeti Színház igazgatásában is részt vett, és ez idő alatt 14 színdarabot fordított. Végül a Hunyad megyei régészeti társaságnak is tiszteletbeli és a marosvásárhelyi Kemény Zsigmond Társaságnak rendes tagja és utolsó évében elnöke volt. Több tanulmányutat tett Németországban, Svájcban, Franciaországban, Belgiumban, Hollandiában és Angliában, mely alkalommal útileveleket küldött a Pesti Naplóba, Fővárosi Lapokba stb.  A börtönben szerzett betegsége és a folytonos irodalmi és hivatali munkásság idő előtt meggyengítette szervezetét, és utolsó napjait Marosvásárhelyt a szülői háznál töltötte. Nyárádandrásfalván a családi temetkezési kertben nyugszik, ahol sírja fölé a testvéri kegyelet díszes gránit emléket emelt. Ma ott van Deák Farkas szobra  Nyárádszeredában a róla elnevezett iskola előtt.
Álneve: Tarnavölgyi.

## Munkái
- Őszinte szó a román testvérekhez. Kolozsvár, 1861.
- Beszélyek. Uo. 1862. Két kötet. (Uj olcsó kiadás. Uo. 1864.)
- Emlékkönyv a magyar irodalomból. Pest, 1862. Online (Antológia versben és prózában.)
- A nemzetgazdaság története Magyarországon. Uo. 1866. REAL-EOD
- A hány kérdés, annyi felelet, vagyis népszerű természettan. M. D. Lévi Alvarez után francziából ford. Kolozsvár, 1867.
- Fogságom története. Uo. 1869.
- Levél X. Y. Z. barátomhoz. Tanköltemény. Bpest, 1871. (Tarnavölgyi névvel.)
- Könnyelműség és szerelem. Szinmű 5 felv. Uo. 1873. (Nemz. Szinház Könyvtára 55.)
- Wesselényi Anna özv. Csáky Istvánné életrajza és levelezése. Budapest, 1875. (Ism. Századok Pauler Gy.) REAL-EOD
- Nagyvárad elvesztése 1660-ban. Uo. 1877. (Székfoglaló. Értek. a tört. t. kör. VII. 1.) REAL-EOD
- Adatok a nagy Csáky István életéből. Uo. 1877. (Értek. a tört. t. kör. VII. 2.) REAL-EOD
- A Wesselényi-család őseiről. Uo. 1878. (Értek. a tört. t. kör. 8.) REAL-EOD
- Szalay Ágoston emlékezete. 1879. (Értek. a tört. t. kör. VIII. 6.) REAL-EOD
- Magyar hölgyek leveleiről. Uo. 1879. (Értek. a társ. tud. kör. V. 9.) REAL-EOD
- Csengery Antal emlékezete. Uo. 1880. (Századokból.)
- Gróf Vass Samu emlékezete. Uo. 1880. (Értekezés a természettudományok kör. X. 2.) REAL-EOD
- A szováti fürdő ismertetése. Marosvásárhely, 1881.
- Gróf Teleki Domokos emlékezete. Bpest, 1881. (Értekezés a társ. tud. kör. VI. 10.) REAL-EOD
- Gróf Wesselényi Ferencz nádor jellemrajza. Uo. 1822. (A tört. társulat kettős díjjal tüntette ki.)
- Báthori Zsófia. Korrajz. Uo. 1882.
- Gróf Thököly Imre levelei. Uo. 1882. REAL-EOD
- A bujdosók levéltára. A gróf Teleki család marosvásárhelyi levéltárából. Uo. 1883. REAL-EOD
- Egy magyar főúr a XVII. században. Gróf Csáky István életrajza. Uo. 1883. (A m. t. akadémia által jutalmazott pályamű. Ism. Századok). REAL-EOD
- Báró Radvánszky Antal emlékezete. Uo. 1883. (Századokból.)
- Deák Ferencz. Pozsony. 1884. (M. Helikon 28. és II. 1.)
- Gróf Dessewffy Aurél életrajza. Uo. 1885. (M. Helikon 53. és II. 2.)
- Gróf Bethlen Miklós életrajza Uo. 1885. (M. Helikon 56. és II. 2.)
- Forgách Zsuzsánna 1582–1632. Budapest, 1885. (Ism. Bud. Szemle XLVII. Nemzet 1886. 35. sz.). REAL-EOD
- A kolozsvári ötves legények strikeja 1573-ban és 1576-ban. Uo. 1886. (Értek. a tört. tud. kör. XIII. 3.) REAL-EOD
- Rövid észrevételek Kemény János önéletleirásáról. Uo. 1886. (Értek. a tört. t. kör. XIII. 5.) REAL-EOD
- Ifjabb gróf Pálffy-Daun Lipót teanoi herczeg emlékezete. 1886.
- Budavár visszavétele 1686-ban, egykorú angol kiadásból ford. Uo. 1887.
- Uzoni Béldi Pál 1621–1679. Uo. 1887. (Illusztrált kiadás.) Online
- Ipolyi Arnold emlékezete. Uo. 1888.

Színműveket is fordított franciából u. m. Frou frou (Halevitől), Montjoye (Feuillet), Serafine (Sardou), Síró férj (Prevel), Agglegények (Sardou), Rabagas, melyek a nemzeti színházban többször előadtak. Írt dalmű szöveget is Renegat címen, melyhez Orczy Bódog báró írta a zenét és melyet a 80-as évek elején Londonban elő is adtak.
A hírlapirodalommal 1858-tól foglalkozott; politikai, történelmi, tárcacikkeket és száznál több elbeszélést írt a következő lapokba s folyóiratokba: Kalauz (1858.), Vasárnapi Ujság (1859., 1866–70., 1873., 1875–76., 1878., 1880. D. F-s és D. Farkas aláirással is), Nefelejts (1860–1861., 1863–1867., 1870., 1873–1874.), Hölgyfutár (1861., 1864.), Koszorú (1863–64.), Budapesti Szemle (XVII. XVIII., 1863. Uj F. VII. IX. 1867.), Fővárosi Lapok (1864–87.), Hazánk s a Külföld (1866., 1868–1870.), Családi Kör (1866.), Magyarorsz. Képekben (1867–68.), Magyarország és a Nagyvilág (1867. 1869–70., 1872–73., 1880.), P. Napló (1867. 91. 111. 156. 183. 187. 192. sz. D. Farkas aláirással tárczák is), Figyelő (1871.), Századok (1872–1887.), Magyar Nyelvőr (1872. 1884–1885.), Athenaeum (1873–74.), Archaeologiai Értesítő (1876–1882.), Ellenőr (1887. 95. sz.), Adalék az Ukkonpohárhoz és 459. sz.), Figyelő (III. 1877. X. 1881.), Petőfi Társaság Lapja (1877. II. 19. sz.), Nép Zászlója (1877.), M. Könyv-Szemle 1877. 1879. 1881. 1888.), Tört. Tár (1878–1880. 1887.), Ország-Világ (1880.), Hon (1880. 165. sz. Levél Londonból.), M. Akad. Értesítő (1886.), Kolozsvár (1887. 300. sz.), végre Girókuti Képes Naptárába, Országos N. Képes Naptárba (1861–62.) és más évkönyvek, naptárak és albumokba irt. 1860-tól szorgalmasan dolgozott a Kolozsvári Közlöny, Esti Lapok, Pesti Napló, Magyar Sajtó cz. politikai s a Marosvásárhelyt megjelent hirlapokba. Élete utolsó tizenöt esztendejét egészen a hazai történettudomány művelésének és gyarapításának szentelte, különösen a nők szerepe a hazai történelemben és Erdély XVII. századbeli történetének kiváló alakjai képezték kutatásainak és dolgozatainak tárgyát.